# Глазомер
Глазоме́р — способность определять расстояние, не прибегая к помощи каких-либо приборов или устройств (кроме собственных глаз).
Чтобы выработать у себя хороший глазомер, следует постоянно упражняться в определении расстояний, почаще измерять на глаз и при помощи расчётов расстояние до видимых предметов, определять крутизну склонов, ширину и скорость течения рек и т. д. Нужно знать длину своего шага, свой рост и толщину пальца, которым вы визируете.
Человек  видит предметы и фигуры со следующих расстояний:
| фигура                     | расстояние, м |
| -------------------------- | ------------- |
| колокольни и большие башни | 15'000−20'000 |
| ветряные мельницы          | 10'000        |
| деревья и большие дома     | 8000          |
| окна в домах               | 4000          |
| трубы на крышах            | 3000          |
| отдельные деревья          | 2000          |
| километровые столбы        | 1000          |
| стволы деревьев            | 900           |
| движение ног лошади        | 600           |
| переплёты на окнах         | 500           |
| движение рук               | 400           |

Однако зрение у людей различно.
Поэтому, пользуясь таблицей, нужно проверить приводимые данные на практике и сделать для себя необходимую поправку.